# Jinfeng (socken i Kina, Hunan)
Jinfeng (kinesiska: 金凤, 金凤乡) är en socken i Kina. Den ligger i provinsen Hunan, i den södra delen av landet, omkring 190 kilometer väster om provinshuvudstaden Changsha. Antalet invånare är 13091. Befolkningen består av 6 251 kvinnor och 6 840 män. Barn under 15 år utgör 19,0 %, vuxna 15-64 år 68 %, och äldre över 65 år 11,0 %.
Genomsnittlig årsnederbörd är 1 658 millimeter. Den regnigaste månaden är maj, med i genomsnitt 257 mm nederbörd, och den torraste är december, med 55 mm nederbörd.